# A-raok mont kuit
Albums de Gilles Servat
Le Fleuve
(1992) Les Albums de la Jeunesse
(1994)
A-raok mont kuit, « Avant de partir », est le quatorzième album studio de Gilles Servat, paru en 1994 chez Keltia Musique.

## Présentation des chansons
Gilles Servat est l'auteur de deux textes en breton, Evnig ma ene (« Petit oiseau de mon âme ») et Kimiad ur paour kaezh den oblijet da guitaad e vro (« Adieu d'un pauv' fi' d'garce... »), extrait d'un l’album de Tri Yann, Le Vaisseau de pierre, évoquant le départ d'un fils de garce obligé de quitter son pays. En français il a écrit Nous avons perdus le Nord, qui parle de la perte de la vision des étoiles dans le ciel des villes trop éclairées.
Maro Pontkaleg, chant d'une gwerz présente dans l'ouvrage Barzaz Breiz de La Villemarqué, évoque la condamnation à mort du marquis de Pontcallec. Deux chansons sont dédiées au roi de Bretagne Nominoë : Kan bale Nevenoe (« Chant de marche de Nevenoe ») de Glenmor et Bez Nevenoe (« La tombe de Nevenoe ») en souvenir de Nevenoe Le Dorven.
Anjela Duval, poétesse bretonne, est auteure de trois chansons : Er c'hoad (« Dans les bois »), kan ar skrilhed (« Le chant des grillons ») et Me 'garje bout (« J'aimerais être »). 
La vie s'écoule la vie s'enfuit est une chanson écrite dans les années 1960 par des ouvriers belges.

## Titres de l'album
1. Kan Bale Nevenoe (Glenmor) - 3:46
2. Evnig Ma Ene (Gilles Servat) - 3:55
3. Maro Pontkaleg (Barzazz Breizh / Traditionnel) - 4:08
4. Nous Avons Perdu le Nord (Gilles Servat) - 3:35
5. Kimiad Ur Paour Kaezh Den Oblijet da Guitaad E Vro (Gilles Servat / Tri Yann)  - 4:21
6. Loving Hanna (Traditionnel) - 4:14
7. Pardon Sant Gwildo (Gilles Servat) - 4:28
8. Er C'hoad (Anjela Duval / Gilles Servat)  - 2:21
9. Bez Nevenoe (Gilles Servat) - 5:22
10. Kan Ar Skrilhed (Anjela Duval / Gilles Servat)   - 2:27
11. Me 'Garje Bout (Anjela Duval / Gilles Servat)  - 4:25
12. La Vie S'Ecoule la Vie S'Enfuit (Raoul Vaneigem / Francis Lemonnier)[3]  - 3:03

## Musiciens
- Patrick Audouin, guitares, piano, orgue Hammond
- David Rusaouen, batterie
- Jacquy Thomas, guitare basse
- Kevin Wright, guitares
- Jacky Bouilliol, accordéon
- Mickaël Cozien, cornemuse
- Bernard Le Dréau, saxophones
- Pol et Hervé Quefféléant, harpe celtique
- Bernard Quilien, tin whistle, low whistle, bombardes
- Alain Riou, batterie écossaise
- Jean-Christophe Spinosi, violon
- Françoise Paugam, violon
- Laurence Paugam, alto
- Jean-Christophe Marq, violoncelle

## Enregistrement
- Prise de son, mixage, direction artistique et arrangements : Patrick Audouin
- Enregistrement : studio Amadeus, Brest en avril 1994
- Mastering Parelies